# Illa de Saboga
L'illa de Saboga (Arxipèlag de Las Perlas, Panamà) és una de les més gran de la zona septentrional de l'arxipèlag.
L'Illa es troba a 40 milles nàutiques de la ciutat de Panamà. A escassos quilòmetres de la turística illa de Contadora, Saboga viu entre dues situacions: l'activitat creixent a l'illa a través d'un ressort turístic i l'extrema pobresa en què viu la població autòctona de l'illa. L'accés tant de persones com de mercaderies a aquesta es realitza mitjançant diversos ferris de mida reduïda procedents de l'illa de Contadora o directament de la pròpia ciutat de Panamà.
De forma romboide amb els vèrtex indicant als punts cardinals, l'illa de Saboga es bastant petita. Fa aproximadament 3.3 km de Nord a Sud i 2.2 d'Est a Oest. No te grans elevacions però si que es podria dir que es una illa desnivellada amb pujades i baixades notables per tal de creuar-la.
A nivell de relleu, la major part de l'illa està coberta per selva tropical i una part petita per població. En l'interior d'aquesta selva, s'hi pot trobar una vegetació i fauna excepcionals i fins i tot alguna boa.
L'origen poblacional de l'illa prove dels assentaments colonials construïts pels espanyols al explotar aquestes illes en l'extracció de perles (d'aquí el nom de l'arxipèlag). A l'illa hi residien els esclaus provinents d'Àfrica i encarregats de fer-ne la cerca, mentre a l'illa del costat, Contadora, era on es contaven les perles trobades i s'enviaven cap al continent. L'assentament actual es troba a l'Oest de l'illa mirant cap a l'illa de Contadora i consta d'unes 300 persones. Aquest numero es veu incrementat a l'època de vacances escolars quant molts nens que van a escola a Ciutat de Panamà tornen per veure les famílies.
Últimament, diversos projectes turístics s'han anat desenvolupant com son una petita urbanització de tendes, una de bungalous i unes petites cases adossades. També s'hi pot trobar un càmping amb tendes disposades a la platja i una escola de vela durant la temporada d'estiu. Aquests nous projectes han permès també tenir feina a la població autòctona ja que la majoria estan a l'atur o cobren pensions de l'estat. La població actual son afroamericans segurament descendents dels esclaus que hi van arribar.
A nivell de serveis, l'illa te un subministrament elèctric constant subministrar per uns generadors, aigua provinents de pous i cobertura telefònica a l'Oest de l'illa. En referencia al subministrament elèctric, la Universitat Politècnica de Catalunya, juntament amb la Universitat Marítima Internacional de Panamà han desenvolupat un projecte per tal de trobar energies renovables que puguin ajudar a no dependre energèticament dels combustibles fòssils.
A l'illa també si troba un destacament de l'Aeronaval de Panamà i una infermera.